# Коссов, Виктор Александрович
Ви́ктор Алекса́ндрович Ко́ссов (1840—1917) — русский архитектор, преподаватель, академик архитектуры, учредитель Петербургского общества архитекторов.

## Биография
Лютеранин, происходил из «купеческих детей Великого княжества Финляндского». В 1862 году учредил Петербургское общество архитекторов. В 1866 году окончил Императорскую Академию Художеств, получив звание классного художника архитектуры 1-й степени. Во время учёбы в Академии получил награды: малая серебряная медаль (1861) за «Проект охотничьего замка для богатого вельможи», большая серебряная медаль (1863) за проект «монастырских ворот с колокольней», малая золотая медаль (1864) за «проект здания для гласного судопроизводства»; большая золотая медаль (1866) за проект «загородного дома для богатого вельможи». Высокие награды дали право В. А. Коссову на пенсионерскую поездку за границу. В поездке в сотрудничестве с архитектором М. Е. Месмахером работал над проектом реставрации Таорминского театра на Сицилии.
В 1872 году получил звание академика. С 1875 года работал сверхштатным младшим помощником главного архитектора Комиссии для построения Храма Христа Спасителя, внёс значительный вклад в оформление внутреннего убранства собора. Во время строительства жил в здании Храма; по окончании строительства получил благодарность, денежную награду и был награждён орденом Святого Станислава 2-й степени (1883). В 1878 году получил звание титулярного советника. В 1884 году был выведен за штат Комиссии, а в 1886 году уволен. В 1887 году безвозмездно осуществлял строительство Александровско-евангелического училища. В 1879 году выполнил конкурсный проект часовни в память личного участия царя Александра II в Турецкой войне, за который был удостоен 1-й премии (строил Д. Н. Чичагов). Помощником Коссова некоторое время работал архитектор К. А. Дулин.
Умер 10 марта 1917 года. Похоронен на Введенском кладбище.

## Проекты и постройки

### Москва
- Доходный дом с торговыми помещениями. Мясницкая улица, 17 стр. 1 (1876)[6];
- Постройки в городской усадьбе М. Г. Спиридова — Ф. К. Рюхардт: главный дом, восточный жилой флигель со службами, сторожка, пилон ворот. Яузский бульвар, 9/6 — Малый Николоворобинский переулок, 6/9 (1876)  памятник архитектуры (региональный)[6];
- Строительство Пассажа К. С. Попова (по проекту архитектора А. И. Резанова, совместно с С. В. Дмитриевым). Кузнецкий Мост, 12 (1879—1882);
- Постройки в городской усадьбе Г. М. фон Вогау: главный дом, конюшни, сторожка, ограда, террасы и лестницы парка. Улица Воронцово Поле, 10 (1882)  памятник архитектуры (региональный)[6];
- Жилой дом С. К. Марк, парк, подпорная стенка. Большой Николоворобинский переулок, 7 стр. 1 (1884)[6];
- Особняк (возможно — по проекту С. В. Дмитриева). Улица Воронцово Поле, 3 (1885);
- Доходный дом с магазинами князя А. Г. Гагарина (совместно с Р. И. Клейном). Кузнецкий Мост, 19 стр. 1 (1886—1887);
- Школа. улица Земляной Вал, 36, во дворе (1890);
- Производственные корпуса Северной лесопилки. Мытищи (1896—1898);
- Особняк. Садовая-Самотёчная улица, 14 (1898);
- Конкурсный проект здания страхового общества «Россия», Москва, III премия (1899, не осуществлён);
- Кафедральный собор Святых Петра и Павла, Москва, Старосадский переулок, 7/10 (1902—1903; достроен А. Ф. Лолейтом)  памятник архитектуры (федеральный)[6].

### Санкт-Петербург
- Конкурсный проект Храма Спаса-на-Крови, Санкт-Петербург (1882, не осуществлён);
- Доходный дом. Подольская улица, 32 (1914)[7].

Примеры проектов В. А. Коссова
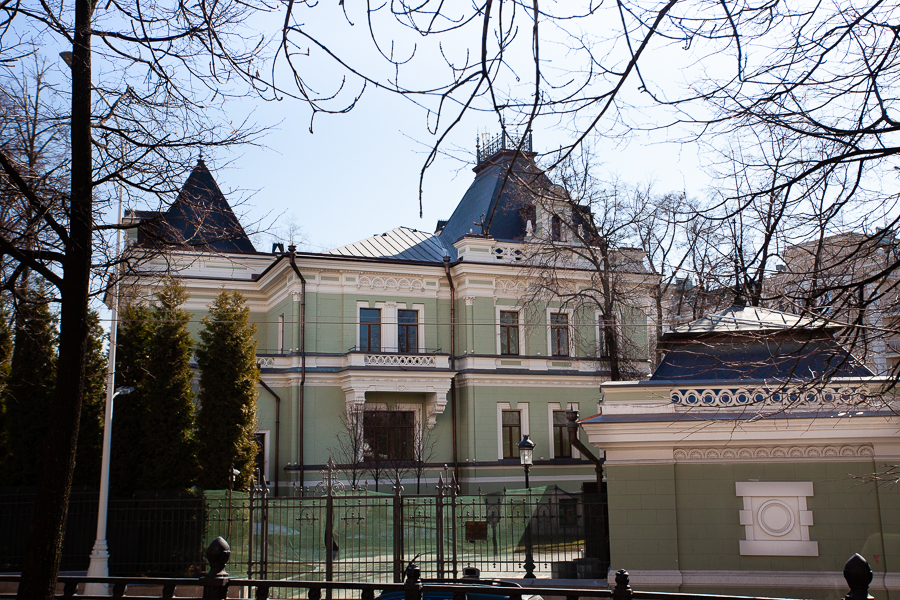
Городская усадьба М. Г. Спиридова — Ф. К. Рюхардт (1876)
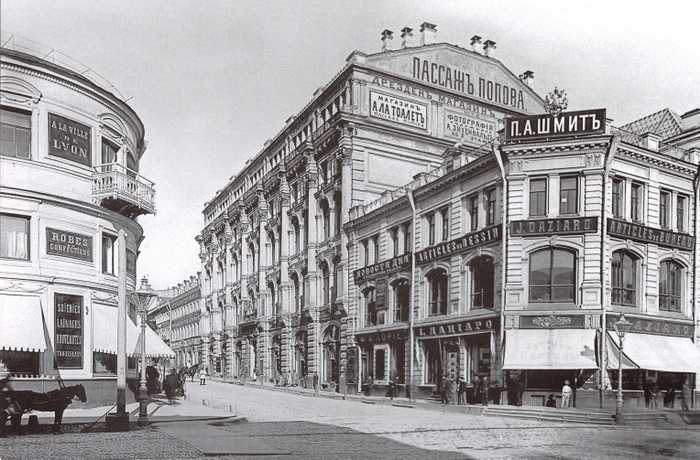
Пассаж Попова на Кузнецком мосту (1879—1882)
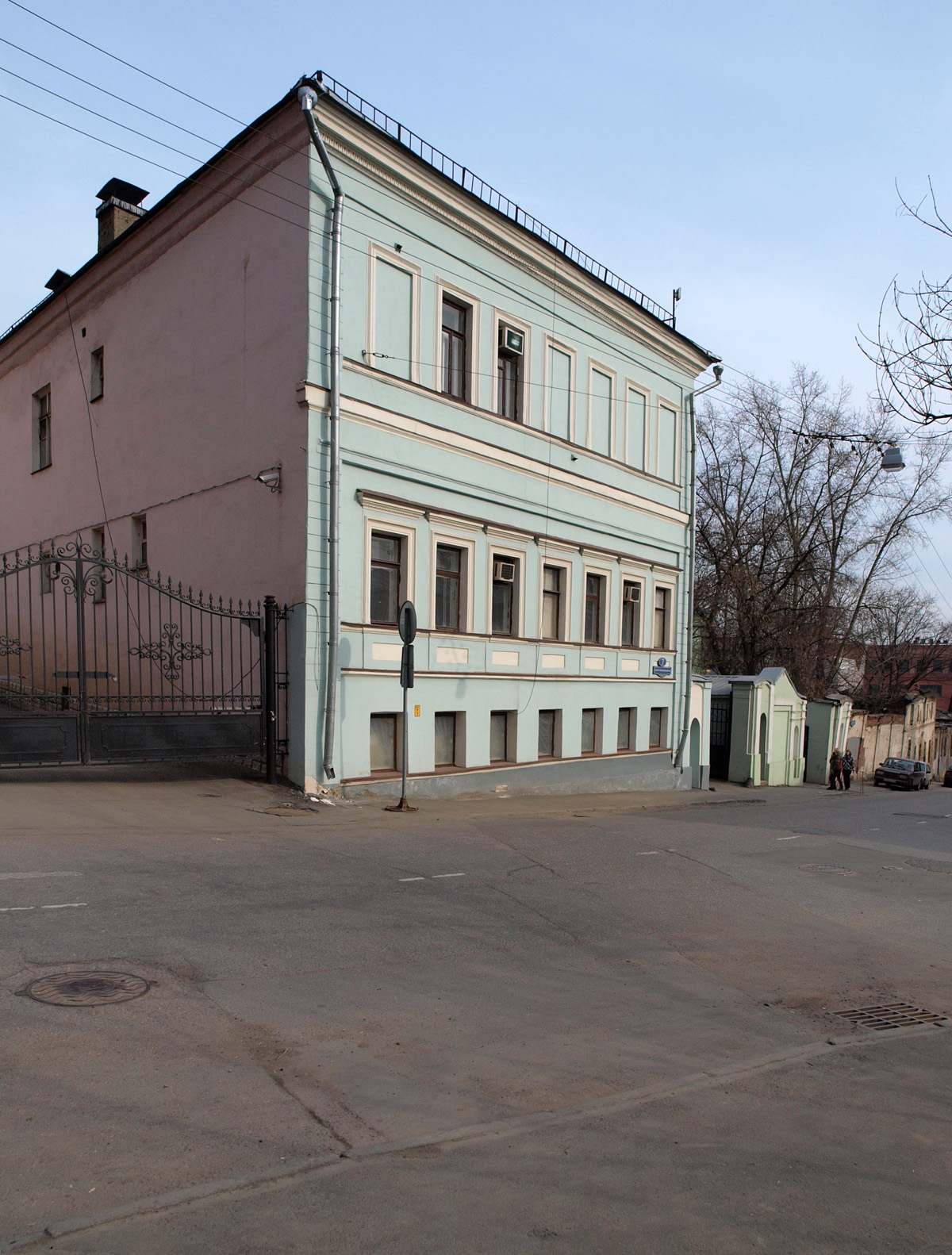
Жилой дом С. К. Марк (1884)
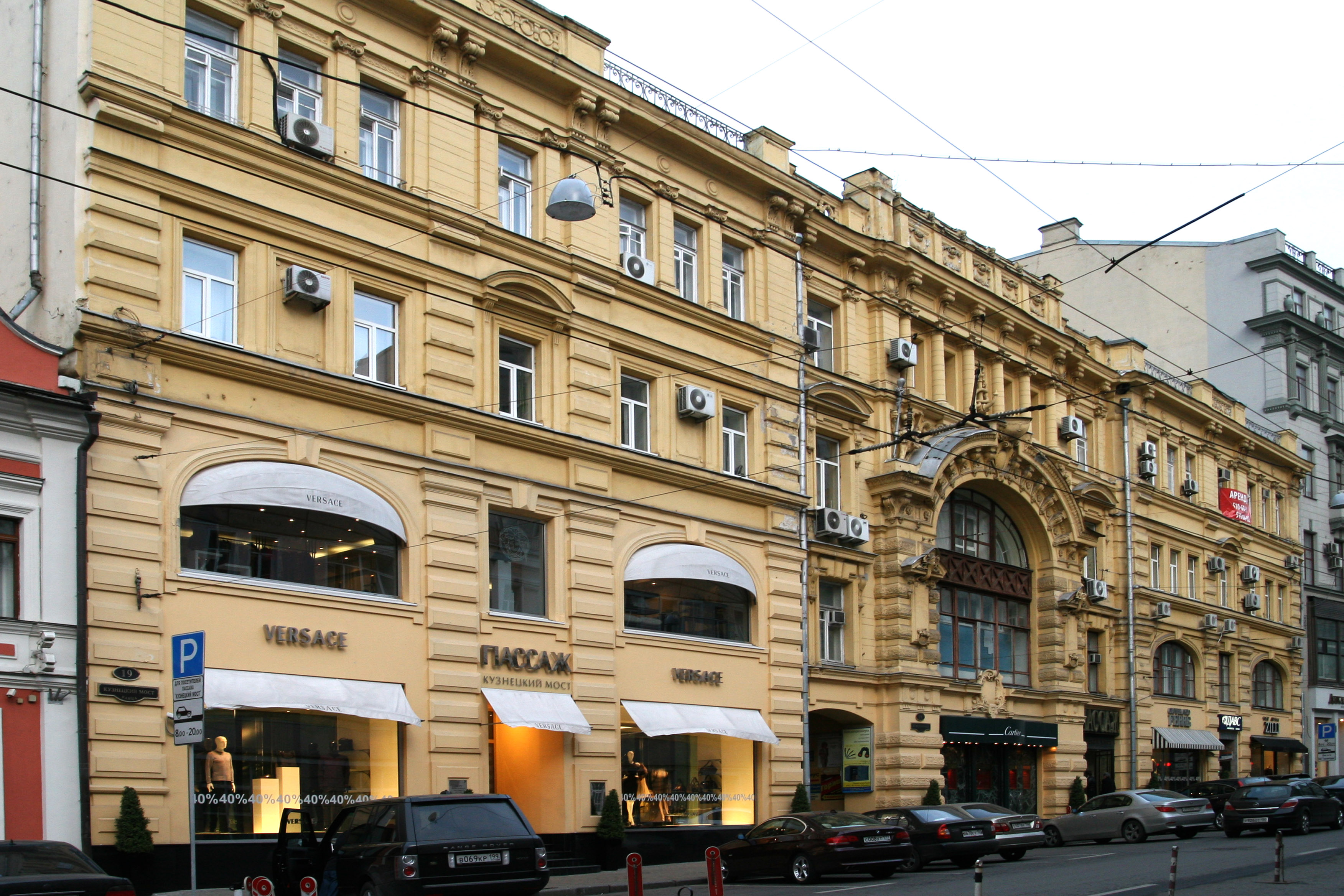
Доходный дом с магазинами князя А. Г. Гагарина (1886—1887)
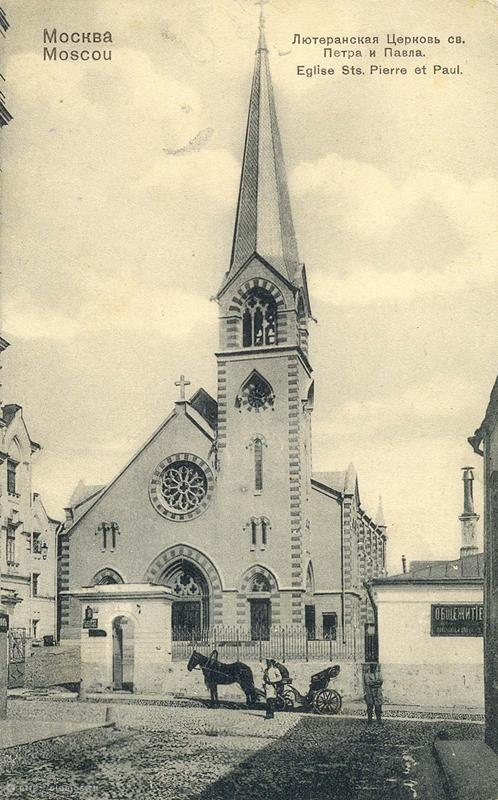
Кафедральный собор Святых Петра и Павла (1902—1903)